# Barnham Broom
Barnham Broom is een civil parish in het bestuurlijke gebied South Norfolk, in het Engelse graafschap Norfolk met 590 inwoners.